# Korosten (huyện)
Huyện Korosten (tiếng Ukraina: Коростенський район, chuyển tự: Korostens’kyi raion) là một huyện của tỉnh Zhytomyr thuộc Ukraina. Huyện Korosten có diện tích 1739 kilômét vuông, dân số theo điều tra dân số ngày 5 tháng 12 năm 2001 là 34030 người với mật độ 20 người/km2. Trung tâm huyện nằm ở Korosten.